# Papežská misijní díla
Papežská misijní díla (ve zkratce PMD) řídí a koordinují činnost misií v katolické církvi. V České republice jsou církevní neziskovou organizací. Jsou vedena vatikánskou Kongregací pro evangelizaci národů a zahrnují čtyři původně samostatná díla:
- Papežské misijní dílo šíření víry (založeno 1818)
- Papežské misijní dílo dětí (založeno 1843)
- Papežské misijní dílo sv. Petra apoštola (založeno 1889)
- Papežská misijní unie (založena 1916)

Papežská misijní díla pod přímou patronací papeže, zajišťují misijní rozměr katolické církve na všech kontinentech. Nejdůležitějšími prvky činnosti jsou modlitba a snaha o šíření radosti z evangelia. Učí lidi v misiích hospodařit, vedou je k spoluúčasti a respektují jejich důstojnost. Své národní kanceláře mají ve více než 100 zemích světa.

## Papežská misijní díla v českých zemích
První zmínky o aktivitách Papežských misijních děl v českých zemích pocházejí z roku 1853, kdy v některých českých městech začalo působit Dílo dětí. V roce 1912 došlo k plošnému vytvoření organizačních jednotek Díla šíření víry a současně začal být vydáván časopis Věstník Díla šíření víry, jehož název byl roku 1934 změněn na Katolické misie.

## Národní ředitelé PMD v České republice
- Zdeněk Čížkovský OMI (1993-1998)
- ThDr. Ing. Jiří Šlégr (1998-2014)
- ICLic. Mgr. Leoš Halbrštát (od roku 2014[1])